# 池谷公二郎

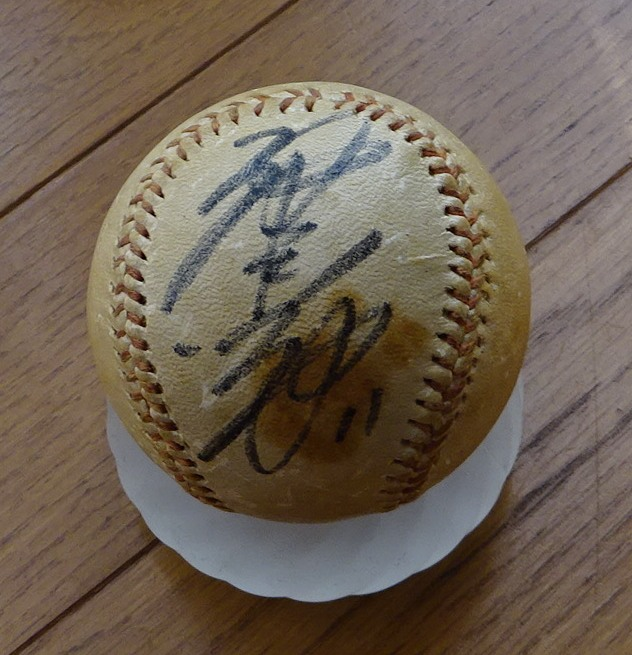
親筆簽名的球

池谷公二郎（1952年6月28日—）為日本的棒球選手，出生於静岡県静岡市。他曾效力於日本職棒廣島鯉魚等，守備位置為投手，1985年退休，生涯通算103勝。